# Little Turtle
Little Turtle (língua Miami-Illinois: Mihšihkinaahkwa) (aprox. 1747 — Fort Wayne, 14 de julho de 1812) foi um chefe Sagamore da tribo Miami, que se tornou um dos mais famosos líderes militares nativos americanos. O historiador Wiley Sword o chama de "talvez o líder indígena mais capaz do Território do Noroeste", embora mais tarde ele tenha assinado vários tratados de cessão de terras, o que o levou a perder seu status de líder durante as batalhas que se tornaram um prelúdio para a Guerra de 1812. Na década de 1790, Mihšihkinaahkwa liderou uma confederação de guerreiros nativos para várias vitórias importantes contra as forças dos EUA nas Guerras Indígenas do Noroeste, às vezes chamada de "Guerra de Little Turtle's", particularmente a derrota do general Arthur St. Clair que perdeu 900 homens na derrota mais decisiva do Exército dos EUA contra as forças nativas americanas.

## Nomenclatura
Little Turtle é uma tradução para o inglês de mihšihkinaahkwa (AFI: [mih.ʃih.ki.naːh.kwa]), a grafia fonética de seu nome na língua Miami-Illinois. Seu nome nativo em registros históricos inclui muitas variações, incluindo Michikinikwa, Meshekunnoghquoh, Michikinakoua, Michikiniqua, Me-She-Kin-No-Quah, Meshecunnaquan e Mischecanocquah. A palavra nomeia uma espécie de cágado, provavelmente uma tartaruga pintada de Midland. Não há diminutivo neste nome no idioma original de Miami-Illinois.

## Primeiros anos e descrição física
Há pouca evidência documental para a maior parte da vida de Little Turtle. O ano exato e o local de seu nascimento são incertos, mas as fontes geralmente indicam que ele nasceu em 1747 ou 1752, os anos anteriores ou posteriores ao período em que seus pais viveram na vila de Pickawillany, em Miami. Alguns historiadores dão 1752 como sua provável data de nascimento; outros preferem 1747.
Os nomes exatos dos pais de Little Turtle têm sido muito debatidos. O historiador Andrew Cayton nomeou Mishikinakwa (The Turtle) como seu pai e um refugiado moicano não identificado como sua mãe; no entanto, o biógrafo de Little Turtle, Harvey Carter, indicou que o pai dele era Cinquenackqua.
Little Turtle nasceu no que se tornou o atual condado de Whitley, Indiana, em uma pequena vila de Miami ao longo de Devil's Lake ou em uma vila próxima maior conhecida como Turtletown (atual Churubusco, Indiana). Little Turtle viveu em Turtletown, ao longo do rio Eel, até 1780.
Little Turtle foi descrito como tendo quase um metro e oitenta de altura. Ele desdenhava a embriaguez e se apresentava como um homem sério, mas gostava de usar prata nas orelhas e nas roupas.

## Carreira

### Primeiros anos

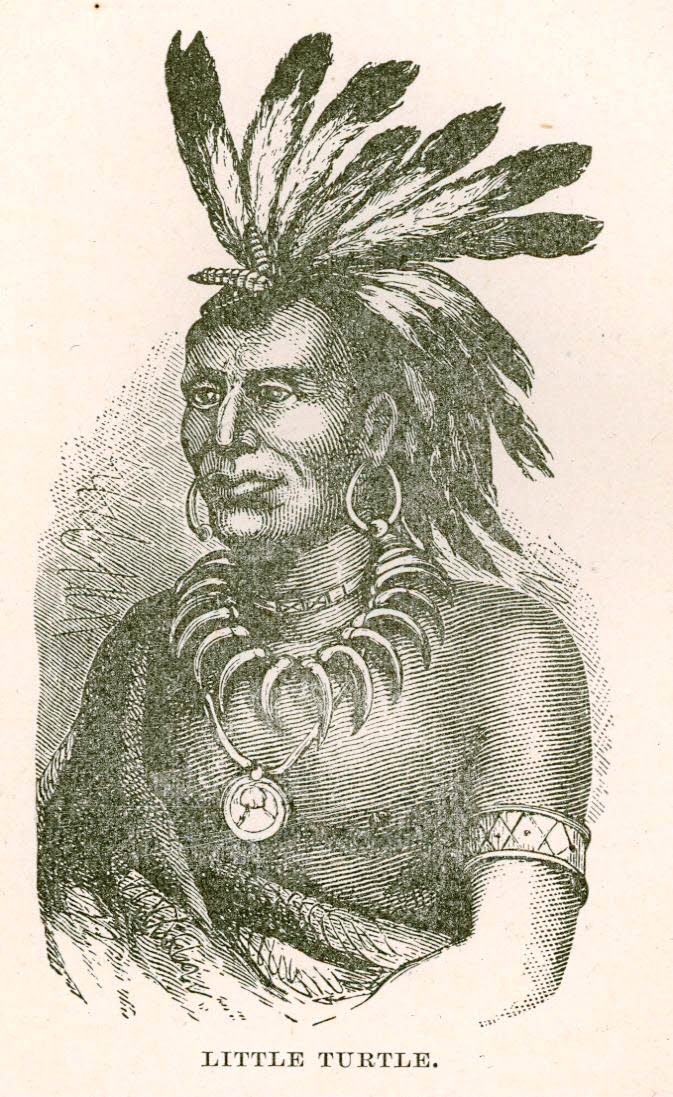
Little Turtle, do Instituto de História Militar do Exército dos EUA.

Little Turtle foi escolhido como chefe de guerra da divisão Atchatchakangouen do Myaamiaki (povo de Miami) por meio de sua demonstração de proeza militar em batalha. Embora fosse chefe de guerra da principal divisão da tribo, Little Turtle nunca foi o chefe chefe do Miami, que era uma posição hereditária.

### Derrota de La Balme
Little Turtle ganhou esta designação durante a Guerra Revolucionária Americana em ação contra uma força francesa aliada aos patriotas americanos, liderada pelo aventureiro militar francês Augustin de La Balme. Depois de reunir uma força de quarenta a cinquenta homens em Vincennes, Indiana e um número semelhante ao longo da trilha Kaskaskia-Cahokia, em outubro de 1780, La Balme saqueou Miamitown em Kekionga (atual Fort Wayne), como parte de seu campanha para atacar os britânicos em Detroit.:217 Quando La Balme parou para acampar ao longo do rio Eel, apenas três milhas ao sul da vila de Little Turtle, ele recebeu permissão para liderar um ataque. Em 5 de novembro de 1780, Little Turtle atacou La Balme, matando La Balme e quarenta de seus homens, fazendo o resto prisioneiro. A batalha foi uma derrota completa e o exército de Little Turtle quase não sofreu baixas. Muitos soldados franceses foram ouvidos implorando para se render enquanto eram escalpelados vivos. Vários oficiais franceses foram capturados com vida, três dos quais foram queimados na fogueira, um dos quais teve as mãos e os pés cortados antes de ser morto por ter seu rosto atingido por uma machadinha, e quatro dos quais foram soltos como um aviso ao resto dos franceses.:217 Quando as forças francesas aliadas aos americanos tentaram explorar o local alguns dias depois, viram que o caminho estava bloqueado pelas cabeças de vários soldados franceses empalados em estacas. Depois de ver isso, eles voltaram. Esses eventos ocorreram dentro e ao redor do que hoje é Columbia City, Indiana, no Condado de Whitley. A vitória encerrou a campanha e estabeleceu a reputação de Little Turtle como líder de guerra. Durante a década de 1780, Little Turtle continuou a liderar ataques contra assentamentos coloniais americanos em Kentucky, lutando ao lado dos britânicos. No entanto, as tribos de Miami não apoiaram uniformemente os britânicos. O Piankashaw Miami apoiou os americanos rebeldes, enquanto o Wea Miami vacilou entre britânicos e americanos.

### A Guerra de Little Turtle
Sob os termos do Tratado de Paris (1783), que pôs fim à Guerra Revolucionária Americana, os britânicos abandonaram seus aliados nativos e cederam as terras entre os Montes Apalaches e o rio Mississippi ao governo dos Estados Unidos. (Os Estados Unidos consideravam esta região como sua por direito de conquista). Por meio do Decreto de Terras de 1784 e do Decreto do Noroeste de 1787, o governo dos Estados Unidos criou o Território do Noroeste em 1787.
Os nativos americanos que vivem no território resistiram à invasão dos assentamentos americanos e a violência aumentou na área. Tribos nativas formaram a Confederação do Noroeste com o objetivo de manter o rio Ohio como uma fronteira entre as terras indígenas e os Estados Unidos. Little Turtle emergiu como um dos líderes de guerra da confederação, que também incluía Shawnee sob Blue Jacket e Delaware sob Buckongahelas. A guerra com os americanos que se seguiu ficou conhecida como Guerra Indígena do Noroeste, também chamada de "Guerra de Little Turtle".
Little Turtle ajudou a liderar os nativos americanos contra as forças federais lideradas pelo general Josiah Harmar no final de 1790. Em um esforço para acabar com a guerra de fronteira com as tribos nativas da área, o governo dos Estados Unidos enviou uma expedição de tropas americanas sob o comando do general Harmar, mas suas forças careciam de treinamento suficiente e eram mal supridas (como os Estados Unidos haviam praticamente dissolvido suas forças armadas após a Revolução Americana, havia poucos soldados profissionais para enviar para a batalha, uma fraqueza que Little Turtle e outros líderes nativos exploraram totalmente).  Em outubro de 1790, Little Turtle e Blue Jacket conquistaram duas vitórias contra os homens de Harmar. Esses sucessos encorajaram mais resistência.
Em agosto de 1791, a filha de Little Turtle estava entre as mulheres e crianças que foram capturadas em um ataque a um vilarejo de Miami ao longo do rio Eel liderado por James Wilkinson. Em setembro de 1791, uma força de 1 400 a quase dois mil soldados americanos sob o comando de Arthur St. Clair estavam se movendo para o norte de Fort Washington (atual Cincinnati, Ohio), em direção ao porto de Maumee-Wabash.

### Derrota de St. Clair

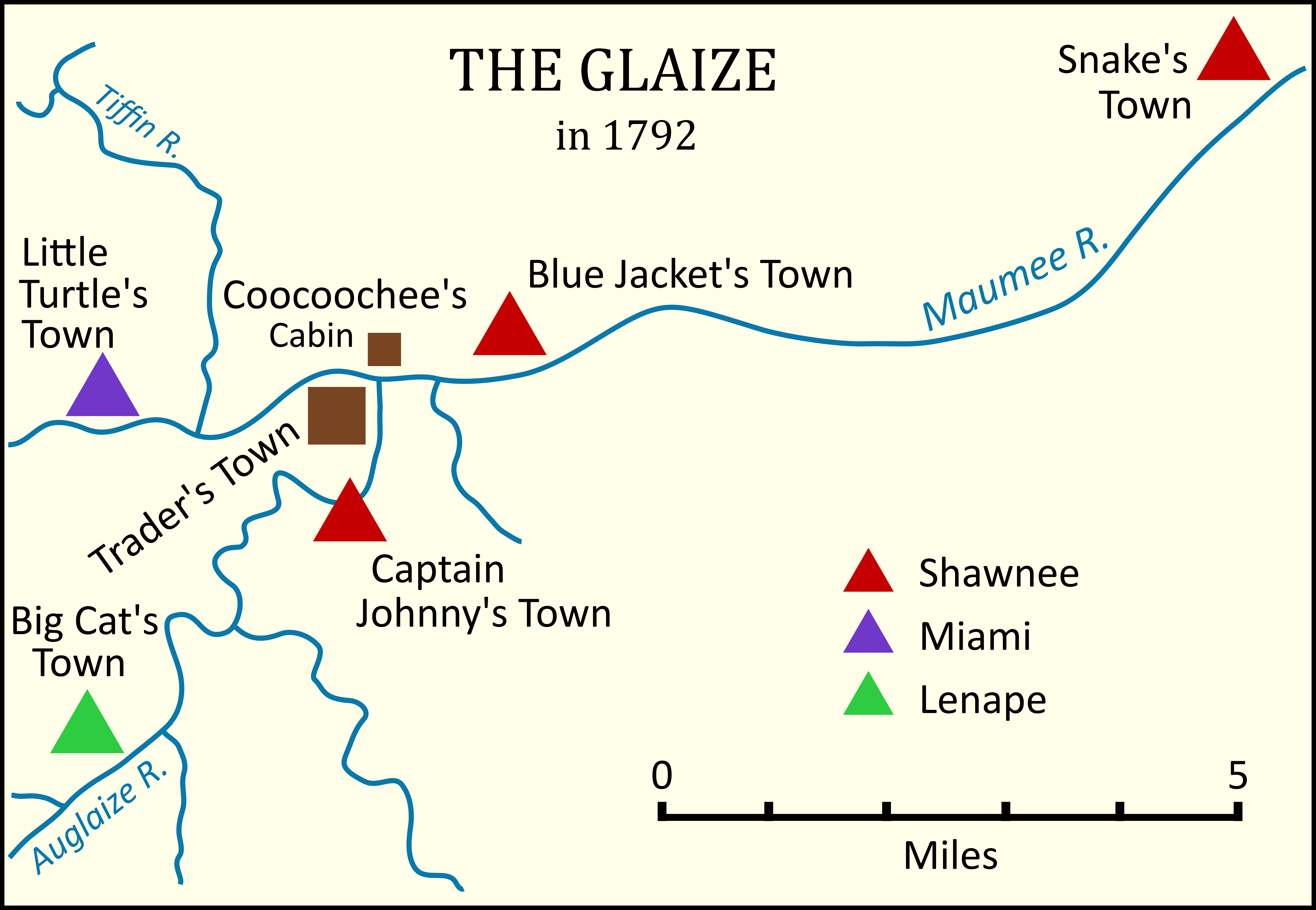
Cidades nativas no Glaize, em 1792

Little Turtle é geralmente creditado por liderar uma força de coalizão de cerca de 1.000 guerreiros que derrotou as forças dos EUA perto das cabeceiras do rio Wabash em 4 de novembro de 1791. A batalha continua sendo a pior derrota do Exército dos EUA para os indígenas americanos, com 623 soldados federais mortos e outros 258 feridos. A confederação indígena perdeu cerca de 100 homens. Tanto Little Turtle quanto Blue Jacket reivindicaram o comando geral das forças nativas combinadas na vitória, causando tensão dentro da Confederação.
Em novembro de 1792, seguindo a decisão de um grande conselho de líderes tribais na foz do rio Auglaize, Little Turtle liderou uma força de 200 tribos Miami e Shawnee, passando pelos postos avançados de Fort Jefferson e Fort St. 3. Os guerreiros pretendiam fazer um ataque perto dos assentamentos americanos no aniversário da derrota de St. Clair. Os guerreiros capturaram dois prisioneiros e souberam que um grande comboio de cavalos de carga havia partido para o Forte Jefferson e voltaria à área em questão de dias. Little Turtle mudou-se para o norte e encontrou o comboio de quase 100 cavalos e 100 milícias de Kentucky sob o comando do Major John Adair acampado fora de Fort St. Clair. Little Turtle e seus guerreiros atacaram na madrugada de 4 de novembro, assim que Adair chamou de volta suas sentinelas. A milícia fugiu para o forte, ocasionando em seis mortos e quatro desaparecidos, enquanto outros cinco ficaram feridos. A força de Little Turtle perdeu dois guerreiros, mas capturou o acampamento de Adair e suas provisões. Todos os cavalos foram mortos, feridos ou expulsos; apenas 23 foram posteriormente recuperados. Adair considerou a batalha um "triunfo" para Little Turtle; James Wilkinson, na época tenente-coronel no comando do Exército dos Estados Unidos em Fort Washington, acreditava que a perda dos cavalos tornava esses fortes avançados indefensáveis.
Entre 1792 e 1794, o general Anthony Wayne comandou a Legião dos Estados Unidos em uma terceira expedição no Território do Noroeste contra a confederação indígena. Para evitar outra derrota, Wayne treinou rigorosamente 3 500 soldados americanos e planejou cuidadosamente sua campanha. As forças americanas repeliram com sucesso um ataque exploratório ao Fort Recovery com cerca de mil guerreiros em junho de 1794. Posteriormente, Little Turtle aconselhou seus membros de tribo a buscar negociações e paz, em vez de sofrer uma derrota na batalha, observando que Wayne era "o chefe que nunca dorme".
Quando Little Turtle foi incapaz de persuadir os líderes da confederação tribal a negociar a paz, ele deixou o cargo de chefe de guerra intertribal. Diz-se que Little Turtle cedeu o comando para Blue Jacket, embora tenha mantido a liderança de seu próprio grupo de membros da tribo de Miami. O genro de Little Turtle, William Wells, um homem branco que nasceu em Kentucky e viveu entre os Miami por oito anos após sua captura em 1784, também sentiu a derrota da aliança indígena e mudou sua aliança para os americanos. Wells serviu como batedor das tropas do general Wayne e, mais tarde, como agente indiano do governo dos Estados Unidos.

### Batalha de Fallen Timbers
A confederação indígena, com cerca de mil guerreiros, foi derrotada na Batalha de Fallen Timbers em agosto de 1794 perto do rio Maumee. Após a batalha, os Miamis abandonaram Kekionga e se mudaram para outras aldeias ao longo dos rios Eel, Mississinewa e Wabash.
Após a derrota da confederação indígena em Fallen Timbers, seus líderes assinaram o Tratado de Greenville (1795), um ponto de virada em sua resistência à expansão americana. Little Turtle viajou com sua esposa para Greenville e fez um discurso antes de assinar o tratado. Ele encorajou seu povo a "adotar os costumes americanos" e esperava que o tratado começasse a melhorar as relações entre os americanos e os nativos americanos. Sua esposa morreu no acampamento no dia seguinte. Seu funeral e enterro incluíram soldados americanos como carregadores de caixão, música americana e uma salva de três tiros.
Embora a resistência indígena aos americanos tenha diminuído após a assinatura do Tratado de Greenville, os ataques indígenas continuaram a ameaçar os assentamentos ao longo da fronteira até 1815. Pelo resto de sua vida, Little Turtle foi um pacificador comprometido, fazendo com que alguns o considerassem um "acomodacionista" que acreditava que seu povo teria que se adaptar ao modo de vida dos americanos se esperasse resistir.

## Últimos anos

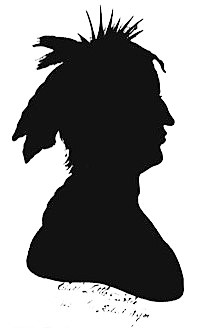
Silhueta de Little Turtle de Robert Wyer

Após a derrota da Confederação Ocidental na Batalha de Fallen Timbers em 1794 e a assinatura do Tratado de Greenville em 1795, Little Turtle recusou uma aliança com o chefe Shawnee Tecumseh. Little Turtle continuou a defender a paz e a acomodação em vez de conflitos. Ele também começou a se adaptar aos hábitos culturais dos Estados Unidos, incluindo a aquisição de sua própria terra, mas permaneceu inflexível em sua oposição ao consumo de álcool. Little Turtle fez várias viagens ao leste para se encontrar com três presidentes dos Estados Unidos, embora se recusasse a viajar com o Blue Jacket. Ele aceitou pagamentos de anuidades, outras recompensas e escravos afro-americanos em troca de sua cooperação.
Little Turtle era mais considerado pelos Estados Unidos do que Blue Jacket. Ele foi recomendado ao presidente George Washington pelo general James Wilkinson, e em novembro de 1796, Little Turtle se encontrou com o presidente George Washington, que o presenteou com uma espada cerimonial. Nessa viagem também conheceu o conde de Volney. Um relato da viagem afirma que em seu caminho para a Filadélfia, Pensilvânia, para se encontrar com o presidente, Little Turtle conheceu o General Tadeusz Kościuszko, que o presenteou com um par de pistolas combinando junto com instruções para usá-las no "primeiro homem quem quer que venha para subjugá-lo." Em 1797–1798, durante uma segunda viagem ao leste, Little Turtle se encontrou com o presidente John Adams.
O presidente Thomas Jefferson também se correspondeu com Little Turtle para encorajar a introdução da agricultura americana na sociedade de Miami, embora tenham sido os missionários morávios que demonstraram métodos agrícolas para tribos nativas na área de White River e uma sociedade Quaker, no leste dos Estados Unidos de Baltimore, Maryland, que enviou Philip Dennis para trabalhar com tribos em Fort Wayne com intuito de criar uma fazenda modelo. Little Turtle também fez duas viagens a Washington, D.C., nos anos de 1801–1802 e 1809 para se encontrar com o presidente Jefferson. A pedido de Little Turtle e outros chefes, Jefferson forneceu equipamentos agrícolas e gado para os Miamis e Potawatomis em um esforço para encorajar as tribos a adotarem a agricultura. Apesar desses esforços, entre outros, a maioria das tentativas de assimilação falhou, um fator que contribuiu para o governo federal buscar novos tratados de cessão de terras e a eventual remoção dos habitantes nativos americanos do Território do Noroeste.
Abstêmio por toda a vida, Little Turtle fez um apelo pessoal ao presidente Jefferson para proibir a venda e o consumo de álcool nas comunidades nativas americanas. Em 14 de janeiro de 1802, ele fez um discurso ao presidente Thomas Jefferson e aos membros do Senado dos Estados Unidos:
Pai, nada pode ser feito de forma vantajosa, a menos que o Grande Conselho dos Dezesseis Fogos, agora reunido, proíba qualquer pessoa de vender bebidas espirituosas entre seus irmãos vermelhos. A introdução deste veneno foi proibida em nossos acampamentos, mas não em nossas cidades, onde muitos de nossos caçadores, para este veneno, se desfazem, não apenas de suas peles, etc., mas também de seus cobertores e armas, e voltam para suas famílias. desamparado (...) Devido à introdução deste veneno mortal, tornamo-nos menos numerosos e felizes.
Jefferson e os membros do Congresso ficaram impressionados com os argumentos de Little Turtle e, em 30 de março de 1802, o Congresso aprovou a revisão da Lei Indígena de Não Intercurso. Esta e outras leis federais que restringem a venda de álcool aos nativos americanos permaneceram em vigor até 1953.
Em 1809, Little Turtle sofreu uma ruptura com outros líderes de Miami quando William Henry Harrison, governador do Território de Indiana, veio a Fort Wayne para renegociar os termos do tratado. Trabalhando com Little Turtle e seu genro, William Wells, Harrison conseguiu obter o Tratado de Fort Wayne (1809), que garantiu 2,5 milhões de acres de terra (aprox. 1 milhão de hectares) para o governo federal dos representantes Potawatomi e outras tribos que cooperou. Outros líderes tribais que se opuseram à Little Turte, incluindo Pacanne, Jean Baptiste Richardville (sobrinho de Pacanne), Owl e Metocina se recusaram a ceder mais terras ao governo dos Estados Unidos. Harrison foi forçado a reconhecer os chefes de Mississinewa como os verdadeiros representantes dos Miamis, não Little Turtle, e declarar que Little Turtle não era Miami. Embora Little Turtle estivesse entre os signatários do Tratado de Fort Wayne, depois ele foi "aposentado à força dos assuntos de Miami". O chefe de guerra Shawnee, Tecumseh, e seu irmão, Tenskwatawa (O Profeta), condenaram o tratado e iniciaram negociações com os britânicos sobre a formação de uma aliança. Essa aliança foi atacada pelos Estados Unidos na Batalha de Tippecanoe de 1811, na qual o irmão de William Well lutou pelos Estados Unidos enquanto outro genro de Little Turtle, White Loon, lutou pela Confederação de Tecumseh.
Little Turtle retirou-se para um vilarejo em Miami, vinte milhas a nordeste de Fort Wayne, Indiana. Após o Cerco de Fort Wayne durante a Guerra de 1812, o General Harrison ordenou a destruição de todas as aldeias de Miami dentro de uma marcha de dois dias de Fort Wayne, uma ordem que pode ter sido uma retaliação pelas negociações em 1809. As forças de Harrison também destruíram a vila onde Little Turtle residia, mas pouparam a casa de Little Turtle, que o governo dos Estados Unidos havia construído para seu uso. Os Estados Unidos derrotaram os britânicos e seus aliados nativos americanos na Batalha do Tâmisa em 1813, destruindo o poder da confederação nativa americana. Como resultado, muitos dos nativos americanos se mudaram para o oeste.

## Morte e legado
Little Turtle morreu em 14 de julho de 1812, na casa de seu genro William Wells, não muito longe de Kekionga. Little Turtle sofria há algum tempo de gota e reumatismo. Ele foi homenageado com um funeral de estilo militar com todas as honras militares em Fort Wayne. Little Turtle foi enterrado em seu cemitério ancestral perto de Spy Run. Wells foi morto um mês depois na Batalha de Fort Dearborn.
Em 1912, o túmulo de Little Turtle foi acidentalmente perturbado e seus restos mortais foram desenterrados quando o local do enterro foi descoberto por trabalhadores durante uma escavação no porão de uma casa em Lawton Place, em Fort Wayne. Embora os planos para a casa tenham sido alterados e os restos mortais de Little Turtle tenham sido reenterrados os objetos originalmente colocados em seu túmulo – incluindo a espada do presidente Washington, as pistolas de Kosciusko e outros artefatos – foram distribuídos a colecionadores e posteriormente reunidos para exibição pública. Os objetos foram colocados na coleção da Sociedade Histórica do Condado de Allen-Fort Wayne.
O legado de Little Turtle foi de resistência inicial e cooperação para preservar a vida e o futuro de seu povo.

## Honras e homenagens

### Local do enterro
Em 1959, os residentes de Fort Wayne, Mary Catherine Smeltzly e sua irmã, Eleanor Smeltzly, compraram o cemitério de Little Turtle com a intenção de honrar seus esforços de paz doando a propriedade para a cidade como um parque público. Uma placa de bronze anexada a uma pedra de granito erguida no local foi inaugurada em 1960.

### Site de Indiana nomeados por Little Turtle
- Camp Chief Little Turtle (um acampamento de escoteiros perto de Ashley)[68]

### Sites de Ohio nomeados após Little Turtle
- Um bairro que inclui um campo de golfe privado em Columbus;[69]
- Turtle Creek em Município de Turtlecreek, condado de Warren, Ohio.[70]